# Капитон
Капито́н (~ конец XVI века — 50—60-е годы XVII века) — деятель раннего старообрядчества, инок, протестовавший против распущенности нравов и своеволия начальников, а впоследствии против церковной реформы патриарха Никона.

## Биография
Капитон был родом из крестьян села Даниловского Костромского уезда.
Принял монашество и поселился в Колясниковой пустыне ещё в царствование Михаила Фёдоровича в 1630-х годах. Необычайным постничеством он привлёк к себе толпы сожителей, которым внушал отдаляться от церкви и священников, не соответствующих сану. После церковной реформы Никона в 1653 году остался приверженцем старых обрядов, призывал поклоняться только старым иконам и остался верен двуперстию. Капитон открыто вступил в борьбу против новых обрядов, особенно когда переселился в Вязниковские леса, где собрал около себя ещё более многочисленное общество последователей. Его одеяние сильно отличалось от одеяний других иноков. Капитон имел короткий до пояса плащ (затон), который был опоясан цепью с двумя каменными плитами (на груди и на спине). Постоянно постился и часто обличал господствующую церковь.
Строгая монашеская жизнь старца Капитона привлекала к нему многих последователей, которые покидали мир и строили кельи рядом с кельей Капитона. Старец Капитон был великим постником. Известно, что на Пасху Капитон вместо пасхального яйца предлагал красную луковицу, которую вкушал вместе со своими учениками.
Все усилия церковных и гражданских властей поймать его оказывались тщетными, несмотря на то, что он бегал от стрельцов вместе с тяжёлыми плитами (веригами), которые никогда не снимал. Умер в начале 1660-х годов где-то в лесах к северо-востоку от Костромы. Место его погребения старообрядцы оставили в тайне. По имени его многие русские старообрядцы довольно долго в официальных документах назывались «капитонами» (например, в послании Игнатия Тобольского, в «Увете духовном», в «Записках» Андрея Матвеева, Сильвестра (Медведева) и других).
Среди его учеников известны Прохор, Вавила и Леонид — Вязниковские мученики — почитаемые в старообрядчестве в лике святых.
В дальнейшем противостоянии между старообрядцами и новообрядцами последние часто всех старообрядцев презрительно называли «капитонами». Среди миссионеров-новообрядцев, боровшихся против старого обряда, был введён мрачный и зловещий образ Капитона как создателя и проповедника самосожжения. Рассуждения строились на следующем: по мнению реформаторов-миссионеров, Капитон учил поститься до самоуморения, до смерти; раз это так, то в дальнейшем произошёл переход в сознании последователей Капитона от самоуморения с помощью поста к самоуморению с помощью самосожжения. Но ни один исторический документ это не подтверждает. Капитон не оставил ни одного письменного документа, призывающего к самоуничтожению ни с помощью поста, ни тем более с помощью самосожжения, неизвестен ни один случай среди учеников Капитона смерти от поста; сам старец Капитон не закончил жизнь самоубийством. Хотя сведения о его смерти различны. Семён Денисов в книге «Виноград Российский» пишет, что старец Капитон мирно отошёл к Богу. Ряд старообрядческих синодиков XVII—XVIII веков прямо упоминали Капитона в числе «Вязниковских убиенных пустынников». Сергей Соловьёв считал Капитона союзником «опальных боголюбцев, обращавшим на себя внимание необыкновенным постничеством и поэтому прослывшим праведником». О своем ярком духовном впечатлении от жития Капитона делился на своих журфиксах и ныне гонимый от новообрядцев схиархимандрит Иоаким (Парр).